# Tal·li
El tal·li és l'element químic de símbol Tl i nombre atòmic 81. Aquest metall gris i mal·leable s'assembla a l'estany, però es descoloreix quan és exposat a l'aire. El tal·li és extremadament tòxic i s'usa en raticides i insecticides, però des que es pensa que probablement produeix càncer, el seu ús s'ha limitat molt o, fins i tot, s'ha eliminat en molts països. També és utilitzat en detectors d'infrarojos. També ha estat usat en alguns assassinats.

## Història

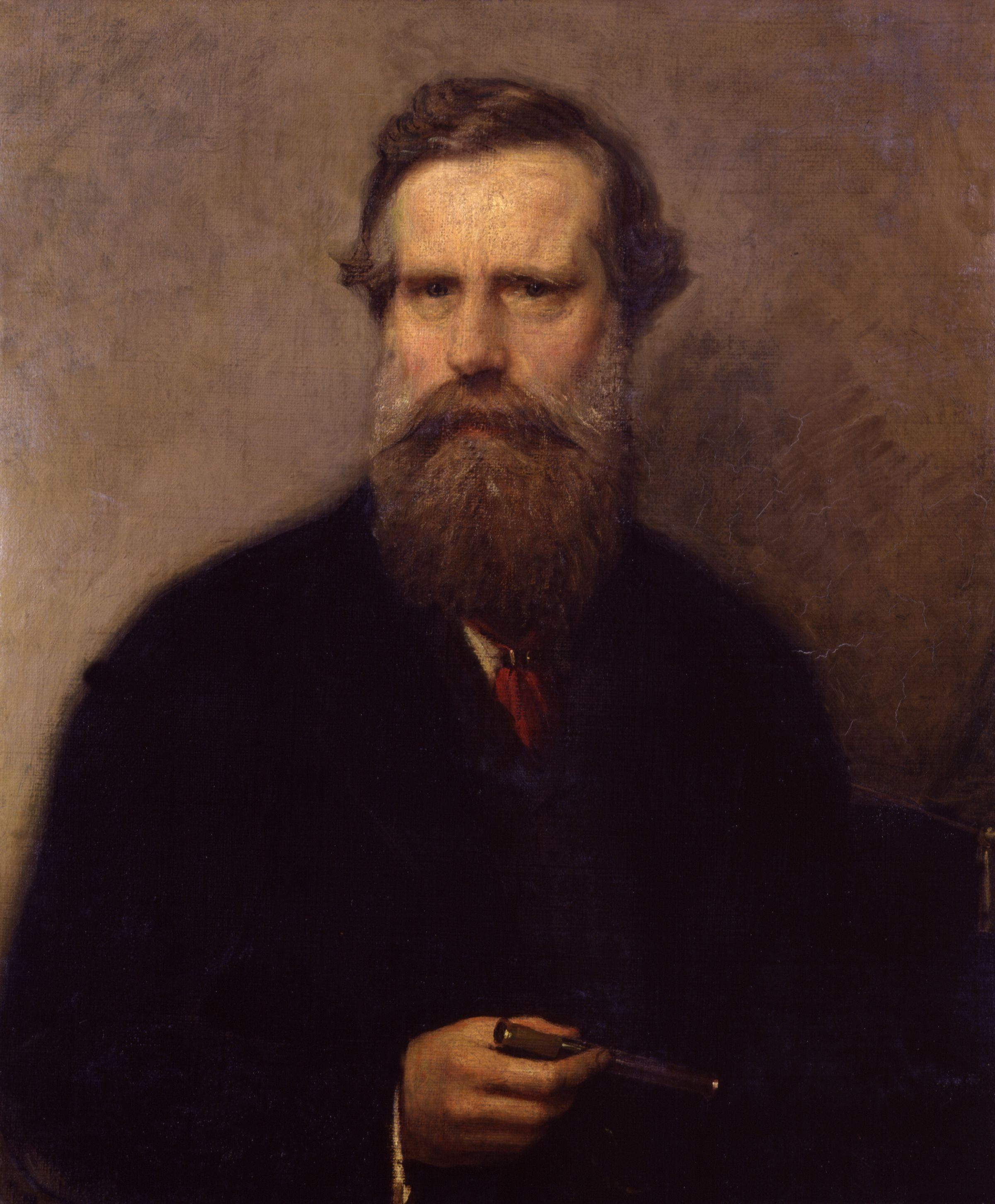
Sir William Crookes.

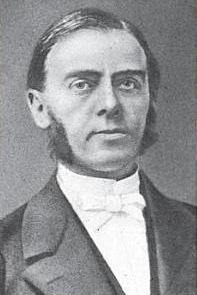
Claude-Auguste Lamy.

El tal·li fou descobert espectroscòpicament pel químic anglès William Crookes (1832–1919) l'any 1861. Crookes havia obtingut el fang sobrant de la producció d'àcid sulfúric d'un amic. Després d'eliminar tot el seleni del fang, l'inspeccionà amb un espectroscopi per buscar signes de tel·luri i observà només un curt un instant una línia verda brillant. Cap element conegut podia donar aquesta línia, per la qual cosa tenia un element nou i l'anomenà tal·li, del grec θαλλός, thal·lós, que vol dir ‘branca verda’.
El mes de maig de l'any següent, Crookes aconseguí aïllar petites quantitats de l'element, però molt inferiors als catorze grams aïllats a Lilla el març pel químic francès Claude-Auguste Lamy (1820–1878), que treballava de manera independent amb una major quantitat de matèria primera. Quan, el mateix 1862, Lamy rebé una medalla a l'Exposició Universal de Londres pel descobriment d'una nova i abundant font de tal·li, Crookes es molestà per haver sigut ignorat. Només amb la seva elecció a la Royal Society of Chemistry el 1863 pels seus mèrits en el descobriment del tal·li deixà de lluitar per la prioritat.
La matèria primera sobre la qual treballaven tant Crookes com Lamy provenien dels residus dipositats durant la fabricació d'àcid sulfúric. La producció comercial de tal·li avui dia no és diferent, amb el metall recuperat principalment com a subproducte de la fosa de sulfurs de ferro, zinc o plom per fer diòxid de sofre.

## Abundància i obtenció
Encara que el metall és raonablement abundant a l'escorça de la Terra amb una concentració estimada de 0,7 mg/kg (0,7 ppm), la majoria es troba combinat amb minerals de potassi a argiles, sorres i granits, però no és extret d'aquests minerals. La major part del tal·li comercial prové de les traces presents en els sulfurs de coure, plom, zinc, entre d'altres.

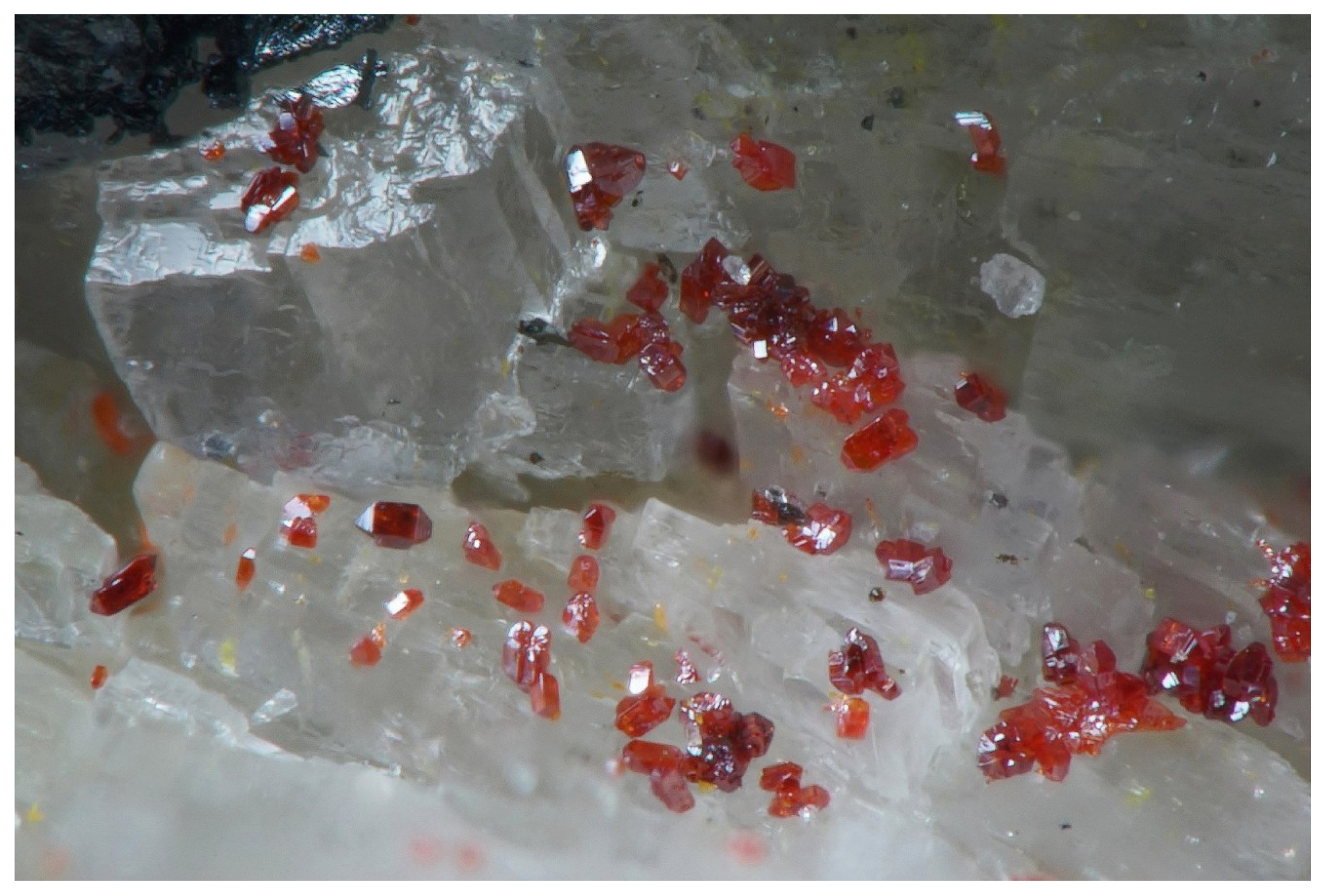
Cristalls vermells de fangita.

El tal·li es troba en quaranta-cinc minerals. Els minerals que el contenen en més d'un 75 % són: avicennita {\displaystyle {\ce {Tl2O3}}} (92,74 %), carlinita {\displaystyle {\ce {Tl2S}}} (92,73 %), lafossaïta {\displaystyle {\ce {Tl(Cl,Br)}}} (82,99 %), el·lisita {\displaystyle {\ce {Tl3AsS3}}} (78,18 %) i fangita {\displaystyle {\ce {Tl3AsS4}}} (75,11 %). També es troben traces de tal·li en pirites. A més, hi ha molts minerals que contenen entre un 16 i un 60% de tal·li en forma de sulfurs o complexos de seleni amb antimoni, arsènic, coure, plom i plata, però no són massa abundants i no tenen importància comercial com a fonts d'extracció del tal·li.

## Propietats

### Propietats físiques
Aquest metall és molt tou i mal·leable i es pot tallar fins i tot amb un ganivet. Té un punt de fusió de 204 °C, un d'ebullició de 1 473 °C i una densitat d'11,85 g/cm³ a 20 °C. La seva conductivitat elèctrica és força bona (18 × 10−8 Ohm·m), només 10 vegades pitjor conductor que el coure. De fet, és una mica millor fins i tot que la de l'acer (20 × 10−8 Ohm·m).

### Propietats químiques
La configuració electrònica del tal·li és [Xe] 4f145d106s26p1, per la qual cosa pot perdre amb relativa facilitat un o tres electrons, per això els estats d'oxidació més comuns siguin +1 i +3. La seva electronegativitat (χ = 1,8) és sensiblement menor que la del mercuri, per la qual cosa té un comportament una mica més iònic. Té una gran tendència a trobar-se en el seu estat d'oxidació +1, cosa que no resulta sorprenent en vista de la configuració electrònica. La conseqüència és que el tal·li(+3) és un bon oxidant (es redueix amb facilitat).
El tal·li acabat de tallar s'entela lentament per donar una pel·lícula d'òxid gris que protegeix el metall restant d'una oxidació posterior. Quan s'escalfa amb força fins que agafa color vermell a l'aire, es forma òxid de tal·li(I), que és verinós:
{\displaystyle {\ce {2Tl(s) + O2(g) -> Tl2O(s)}}}

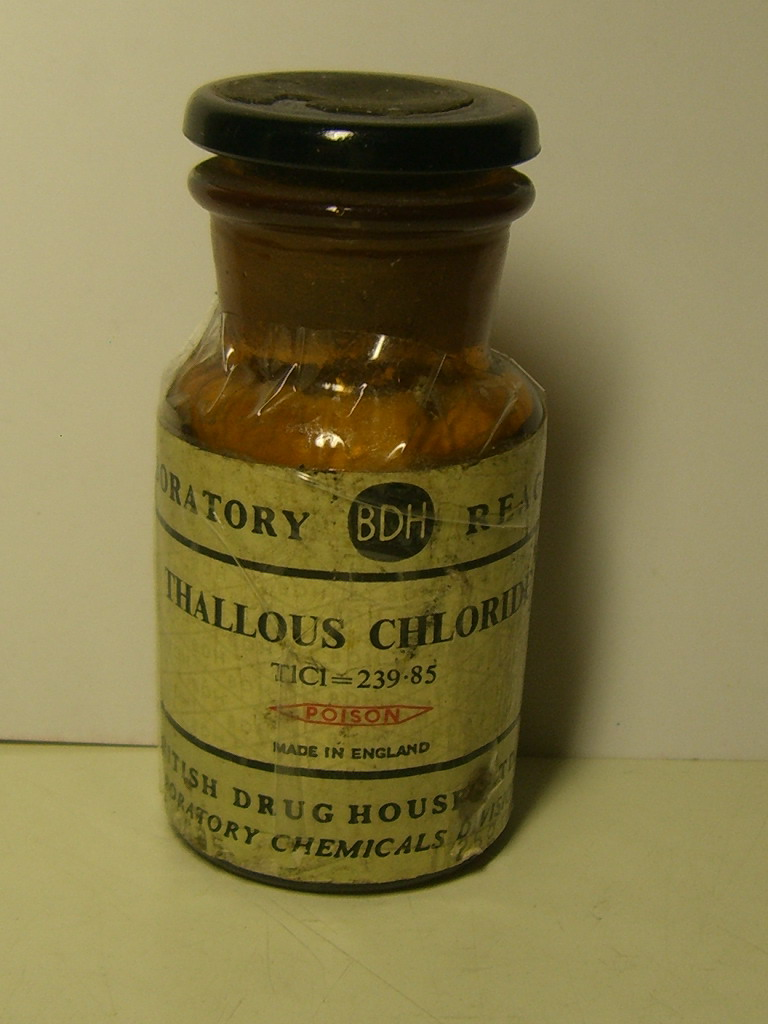
Envàs antic de clorur de tal·li(I).

El tal·li sembla no reaccionar amb l'aigua sense aire. El metall s'entela lentament a l'aire humit o es dissol en aigua per donar hidròxid de tal·li(I), verinós, amb despreniment d'hidrogen:
{\displaystyle {\ce {2Tl(s) + 2H2O(l) -> 2TlOH(aq) + H2(g)}}}
Amb el fluor, el clor i el brom, el tal·li reacciona vigorosament per donar els corresponents halurs de tal·li(3+). Tots aquests compostos són verinosos. Les reaccions són:
{\displaystyle {\ce {2Tl(s) + 3F2(g) -> 2TlF3(s)}}}{\displaystyle {\ce {2Tl(s) + 3Cl2(g) -> 2TlCl3(s)}}}{\displaystyle {\ce {2Tl(s) + 3Br2(l) -> 2TlBr3(s)}}}
El tal·li es dissol només lentament en àcid sulfúric o en àcid clorhídric, perquè les sals verinoses de tal·li(I) produïdes no són gaire solubles.

## Isòtops
El tal·li té quaranta-dos isòtops que tenen nombres màssics entre 176 i 217. El tal·li 203 i el tal·li 205 són els únics isòtops estables i són present a la natura en un 29,52 % i un 70,48 %, respectivament. El tal·li 204 és el radioisòtop més estable amb un període de semidesintegració de t½ = 3,78 anys, desintegrant-se amb emissió d'una partícula β– segons la reacció:
{\displaystyle {\ce {^204_81Tl -> ^204_82Pb + ^0_{-1}e}}}
El tal·li 202 (període de semidesintegració t½ = 12,23 dies) es pot formar en un ciclotró, mentre que el tal·li 204 (període de semidesintegració t½ = 3,78 anys) s'obté per activació neutrònica de tal·li estable en un reactor nuclear. En medicina nuclear s'empra el tal·li 201 que es genera a partir de plom 201 per desintegració β+ (t½ = 9,33 h) i es desintegra, per captura electrònica, en mercuri 201:
{\displaystyle {\ce {^201_82Pb -> ^201_81Tl + ^0_1e}}}{\displaystyle {\ce {^201_81Tl + ^0_{-1}e -> ^201_80Hg}}}

## Aplicacions

### Pesticides

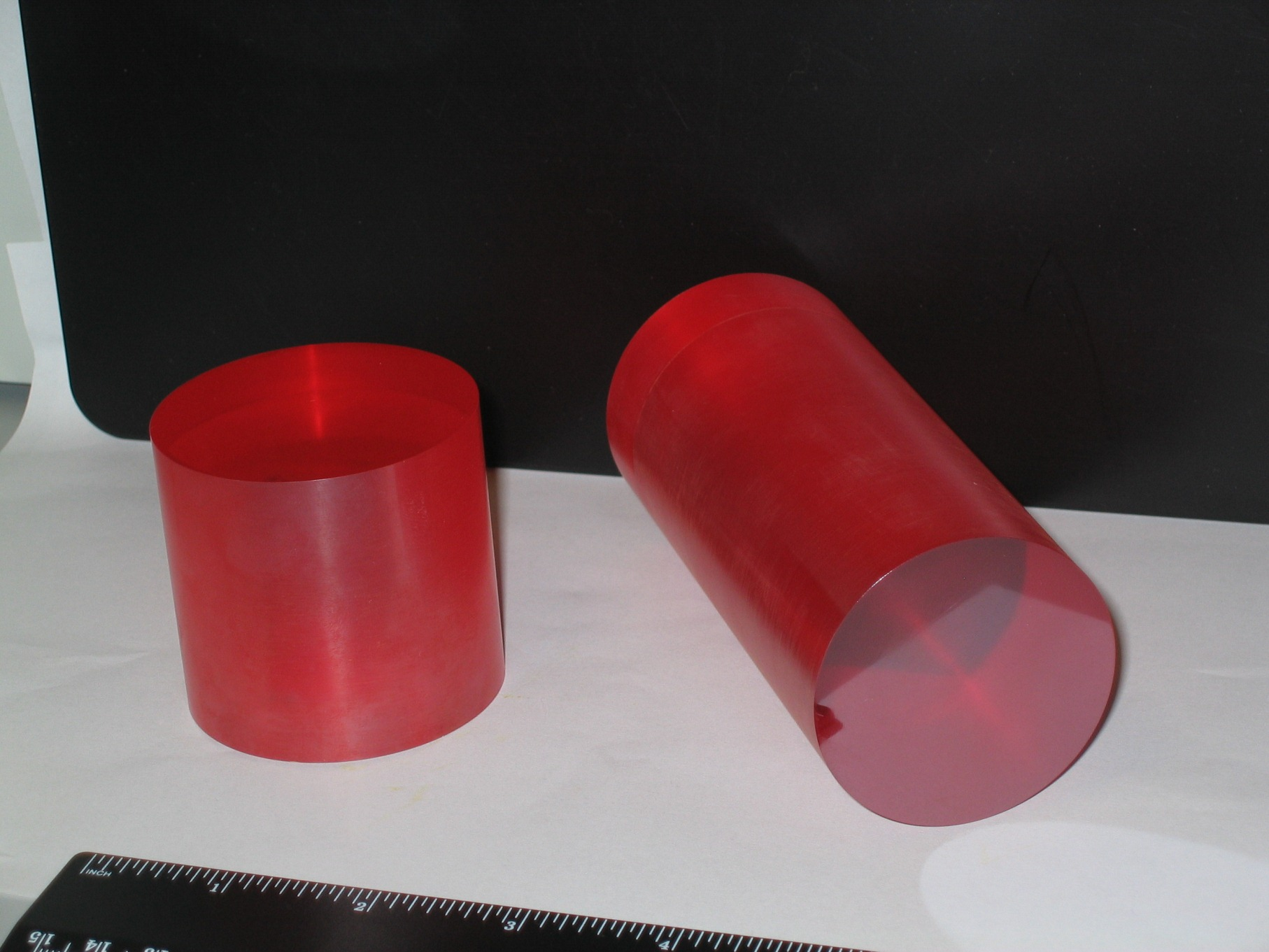
Cilindres de bromuriodur de tal·li(I).

El sulfat de tal·li(I) {\displaystyle {\ce {Tl2(SO4)}}}, en ser inodor i insípid, fou utilitzat en el passat com a raticida i verí per a les formigues. En diversos països, aquest ús ja no és permès a causa del risc d'intoxicació creuada.

### Indústria del vidre
Combinat amb sofre o seleni i arsènic, el tal·li s'ha fet servir en la producció d'ulleres, i en general s'usa per produir vidres amb baixos punts de fusió i un alt índex de refracció. L'òxid de tal·li(I) {\displaystyle {\ce {Tl2O}}} s'han fet servir en la fabricació d'ulleres que tinguin un índex de refracció alt. Els cristalls de bromuriodur de tal·li(I) {\displaystyle {\ce {Tl2BrI}}} tenen un índex de refracció molt elevat, 2,63, i han estat emprats com a materials òptics infrarojos, perquè són més durs que altres materials i tenen transmissió a longituds d'ona significativament més llargues.

### Indústria electrònica i dels semiconductors

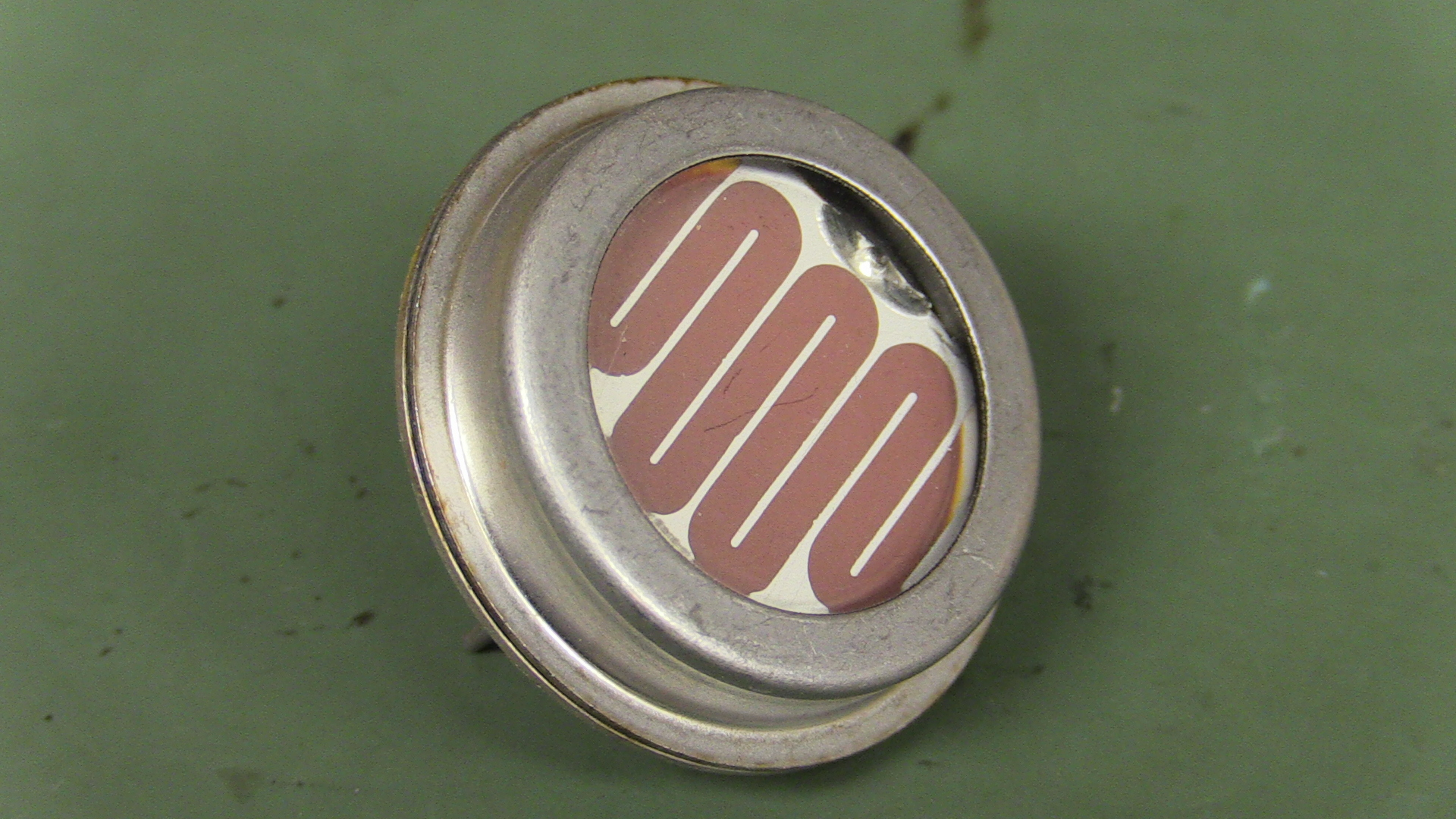
Fotocel·la de sulfur de cadmi.

El tal·li és utilitzat en materials semiconductors per rectificadors de seleni. La conductivitat elèctrica del sulfur de tal·li(I) canvia amb l'exposició a llum infraroja, per això és usat en fotocèl·lules.

### Medicina
El tal·li es fa ús en equips de detecció de radiació γ. També és usat en el tractament d'infeccions a la pell. De tota manera aquest ús s'ha limitat a causa de l'estret marge que hi ha entre la toxicitat i el benefici terapèutic. L'isòtop radioactiu tal·li 201 (temps de semidesintegració de 73 hores) es fa servir per diagnòstics en la medicina nuclear per la seva emissió de radiació γ. Malgrat que el tecneci 99m ha substituït al tal·li 201 en moltes aplicacions de medicina nuclear, encara és el principal isòtop emprat en cardiografia.

### Altres
L'amalgama de tal·li és utilitzada en els termòmetres per mesurar temperatures baixes, perquè congela a –58 °C (el mercuri pur es congela a –38 °C). A més a més, l'activitat d'investigació del tal·li tendeix a desenvolupar superconductors d'alta temperatura, materials que es poden fer servir en aparells de ressonància magnètica, emmagatzemament d'energia magnètica, propulsió magnètica; i transmissió i generació d'electricitat. Aquesta recerca s'inicià amb el descobriment de l'òxid de bari, calci, coure i tal·li {\displaystyle {\ce {Tl2Ba2Ca2Cu3O10}}} descobert el 1985, que és superconductor per damunt el 127 K, aleshores una temperatura alta per aquest tipus de fenomen. El nitrat de tal·li(III) {\displaystyle {\ce {Tl(NO3)3}}} i l'acetat de tal·li(III) {\displaystyle {\ce {Tl(CH3COO)3}}} s'empren en síntesi orgànica com a catalitzadors.

## Toxicitat

Pictogrames de seguretat del clorur de tal·li(I).
Tòxic
Riscos per a la salut
Perill mediambiental

El tal·li i els seus compostos són molt tòxics i s'han de manipular amb molta cura. El contacte amb la pell és perillós i s'ha de tenir una ventilació adequada quan s'està fonent aquest metall. Els compostos de tal·li(I) tenen una gran solubilitat en l'aigua i són molt fàcils d'absorbir a través de la pell. L'exposició a ells, no ha d'excedir els 0,1 mg per m² de pell en un període de 8 hores. El tal·li és sospitós de produir càncer en els humans. Part de la raó de la seva alta toxicitat és que quan està present en dissolucions aquoses, el tal·li monovalent (Tl+), té moltes semblances amb cations de metalls alcalins essencials, sobretot amb el potassi. De tota manera, molts altres aspectes de la química del tal·li difereixen bastant dels metalls alcalins, i la seva substitució interromp molts processos cel·lulars.
La toxicitat del tal·li ha portat al seu ús (ara en desús en molts països) com a verí per rates i formigues. Entre els efectes que produeix l'enverinament per tal·li hi ha l'alopècia (que va fer que es fes servir per depilar abans del descobriment de la seva alta toxicitat) i danys en els nervis perifèrics (cosa que fa que els enverinats tinguin la sensació d'estar caminant sobre carbó calent). El tal·li fou una arma d'assassinat efectiva abans que es comprenguessin els seus efectes i es descobrís el seu antídot, el blau de Prússia. El blau de Prússia és administrat via oral a la persona i passa pel sistema digestiu i surt amb els excrements.